# 長孫肥
長孫肥（4世紀—408年），代人，鮮卑族，南北朝時期北魏名將。

## 生平
長孫肥十三歲時，被選入宮侍奉昭成帝拓跋什翼犍。長孫肥年輕而且有風度，果斷而剛毅少言。道武帝拓跋珪初在獨孤部和賀蘭部時，長孫肥常侍奉跟從，在左右抵禦欺侮拓跋珪之人，拓跋珪很信賴及依仗他。
登國元年（386年），長孫肥與莫題等人俱為大將，跟隨拓跋珪征伐劉顯。登國三年（388年）五月，跟從濡源攻打庫莫奚。登國五年（390年），長孫肥討伐賀蘭部，都立有戰功。登國六年（391年）十月，拓跋珪北征柔然，柔然部族便遷移逃跑，魏軍追至大沙漠南床山下，將其擊敗，俘虜了一半部族人民。柔然首領匹候跋和部帥屋擊各自收集其餘部逃走，拓跋珪派長孫嵩和長孫肥繼續追擊，穿過大沙漠。長孫嵩追到平望川，大破屋擊，並將他擒獲，斬首示眾。長孫肥追至涿邪山，逼近匹候跋，匹候跋所部全部投降。登國六年（391年）十二月，長孫肥又跟随拓跋珪征伐劉衞辰和薛干部，打敗並消滅他們。登國九年（394年）十月，柔然的別部頭領縕紇提的兒子曷多汗與社崘等人率領部眾背棄縕紇提向西逃跑，長孫肥率領輕裝騎兵追趕，追至上郡的跋那山，斬殺曷多汗，並將跟隨他叛逃的人全都殺死。
皇始元年（396年），長孫肥跟隨拓跋珪征伐後燕，被任命為中領軍將軍。拓跋珪駐在晉陽，後燕皇帝慕容寶的并州刺史、遼西王慕容農放棄城池夜晚逃跑，長孫肥追趕他到蒲泉，擒獲他的妻子兒女。拓跋珪將後燕都城中山包圍，慕容寶放棄城池直奔和龍。長孫肥和左將軍李栗率三千騎兵追趕他，到達范陽，沒趕上而返回。於是攻下研城戍，俘獲一千多人。中山城內的人立慕容詳為君主，拓跋珪包圍他。慕容詳於是派出步兵一千多人，想伺機衝擊包圍網。拓跋珪命令長孫肥挑戰，假裝退卻，慕容詳的軍隊追擊長孫肥，拓跋珪截斷他們的後路，全部擒獲斬殺。這時因兵馬缺乏糧草，就解除對中山的包圍，到河間謀食。其後慕容麟殺死慕容詳而自立。拓跋珪停駐在魯口，派遣長孫肥率領七千騎兵偷襲中山，進入外城後返回。慕容麟率領步兵騎兵四千人追趕長孫肥到派水，長孫肥從魏昌攻打他，繳獲鎧甲馬匹二百套。長孫肥身中流箭，瘡傷嚴重，於是返回。中山平定後，長孫肥因功被賜爵為琅邪公。調任衛尉卿，改封為盧鄉公。
天興二年（399年）三月，中山太守仇儒不想向內地遷徙，躲藏在趙郡，推舉盜賊趙準為頭領。荒誕地編造誑惑人心的話說：“燕地向東傾，趙地當繼續，要知他的名，淮河水不足。”趙準高興地聽從他的意見，自稱使持節、征西大將軍、青冀二州牧、鉅鹿公，仇儒任長史，聚集黨羽二千多人，佔據關城，勾結丁零，殺害官吏，煽動常山、鉅鹿、廣平各郡。拓跋珪派遣長孫肥率領三千騎兵討伐他們，在九門打敗趙準軍隊，斬殺仇儒，生擒趙準。詔令把仇儒的肉當食物，把趙準傳送到京城，在街市車裂，夷滅他的宗族。
天興四年（401年）七月，拓跋珪任長孫肥為鎮遠將軍、兗州刺史，給予步兵、騎兵二萬人，向南攻取許昌，攻到彭城。東晉將領刘该派遣使者向長孫肥請求投降，貢奉地方產品。天興五年（402年）五月，後秦皇帝姚興派其弟安北將軍、義陽公姚平率兵四萬進犯北魏，並攻陷北魏平陽郡的乾壁。拓跋珪將要討伐他，選拔眾將領沒有比得上長孫肥的，於是徵召他回京城。六月，派遣長孫肥和鎮西大將軍、毗陵王拓跋順等三位將領率領六萬騎兵充任前鋒。拓跋珪停駐永安，姚平招募派遣勇將，率領精銳的騎兵二百人窺伺魏軍，長孫肥迎擊擒獲他們，姚平的軍隊一匹馬都不能返回。姚平後撤據守柴壁，拓跋珪進軍攻打並屠殺他們。派遣長孫肥返回鎮守兗州。
長孫肥安撫慰問黃河以南的民眾時，得到官吏百姓的歡心，威望信義聞名於淮水、泗水。長孫肥有萬人敵的稱號，勇猛為眾將之首，又善於出謀劃策，每次交戰都身先士卒，身經百戰，未嘗失敗，所以每當有重大困難時，都命令長孫肥去面對。向南平定中原，向西摧破羌族賊寇，長孫肥的功勞為多，賞賜給他奴婢幾百人，牲畜財物以千計數。後來降爵為藍田侯。天賜五年（408年），長孫肥去世，諡號「武」，在金陵陪葬。其子長孫翰繼承爵位。

## 家庭

### 兄弟
- 长孙亦干，北魏广平郡太守

### 子女
- 长孙翰，北魏司徒、平阳威王
- 长孙受兴，北魏河间郡太守、长进子
- 长孙陈，北魏安东将军、北镇都将、吴郡恭王
- 长孙兰，北魏豫州刺史、睢阳子

## 延伸阅读
[在维基数据编辑]
 《魏書·卷26》，出自魏收《魏书》
 《北史/卷022》，出自李延壽《北史》